# دانشگاه فناوری یوتا
دانشگاه فناوری یوتا (UT)، که قبلاً با نام دانشگاه ایالتی دیکسی (DSU) و نام‌های مشابه شناخته می‌شد، یک دانشگاه دولتی در سنت جورج، یوتا است. این دانشگاه مقاطع کارشناسی ارشد، لیسانس و مقاطع کاردانی را ارائه می‌دهد. از پاییز ۲۰۲۲، ۱۲۵۵۶ دانشجو در دانشگاه UT ثبت نام کرده‌اند.
این مؤسسه به عنوان آکادمی سهام سنت جورج آغاز شد که در سال ۱۹۱۱ توسط کلیسای عیسی مسیح مقدسین آخرالزمان (کلیسای LDS) تأسیس شد. بعداً به مدرسه ایالتی سیستم آموزش عالی یوتا تبدیل شد. تا سال ۲۰۰۰، این کالج دو ساله به نام کالج دیکسی بود. در سال ۲۰۲۱، پس از بحث و جدل بر سر استفاده از اصطلاح «دیکسی» در نام مدرسه، قانونگذار ایالتی لایحه ای را تصویب کرد که به مدرسه اجازه می‌داد به دانشگاه فناوری یوتا تبدیل شود.